# Krešimir Ćosić
Krešimir Ćosić (26. listopad 1948, Záhřeb – 25. květen 1995, Baltimore) byl chorvatský basketbalista, který reprezentoval Jugoslávii.
S jejím jugoslávským reprezentačním týmem získal zlatou medaili na olympijských hrách v Moskvě roku 1980, dvě stříbrné olympijské medaile (z Montrealu 1976 a Mexica 1968), dva tituly mistra světa (1970, 1978) a tři tituly mistra Evropy (1973, 1975, 1977). Dvakrát byl nejužitečnějším hráčem mistrovství Evropy (1971, 1975). V letech 1971-1973 působil v americké univerzitní soutěži jako hráč Brigham Young University.
Ač získal několik nabídek z NBA, vrátil se do Jugoslávie. V USA konvertoval k Církvi Ježíše Krista Svatých posledních dnů (Mormonům). Přeložil poté Knihu Mormonovu do chorvatštiny.

Po skončení hráčské kariéry se stal úspěšným trenérem. V závěru života působil v diplomatických službách nového chorvatského státu. Zemřel v Baltimoru ve státě Maryland v roce 1995 na non-Hodgkinův lymfom. Byl pohřben na hřbitově Mirogoj pod arkádami v Záhřebu v Chorvatsku.
Roku 2007 byl uveden do Síně slávy FIBA, roku 1996 do americké Basketbalové síně slávy (jako třetí hráč neamerického basketbalu), roku 1991 byl mezinárodní federací FIBA zařazen mezi 50 nejlepších baketbalistů všech dob, roku 2007 byl uveden do její síně slávy. Chorvatský basketbalový pohár dnes nese jeho jméno, stejně jako hala klubu KK Zadar Záhřeb a náměstí v Záhřebu (Trg Krešimira Ćosića).